# Snelling
Snelling és una població dels Estats Units a l'estat de Carolina del Sud. Segons el cens del 2000 tenia 246 habitants.

## Demografia
Segons el cens del 2000, Snelling tenia 246 habitants, 87 habitatges i 70 famílies. La densitat de població era de 30,8 habitants/km².
Dels 87 habitatges en un 46% hi vivien nens de menys de 18 anys, en un 65,5% hi vivien parelles casades, en un 9,2% dones solteres, i en un 18,4% no eren unitats familiars. En el 16,1% dels habitatges hi vivien persones soles el 3,4% de les quals corresponia a persones de 65 anys o més que vivien soles. El nombre mitjà de persones vivint en cada habitatge era de 2,83 i el nombre mitjà de persones que vivien en cada família era de 3,13.
Per edats la població es repartia de la següent manera: un 30,9% tenia menys de 18 anys, un 6,1% entre 18 i 24, un 33,7% entre 25 i 44, un 22% de 45 a 60 i un 7,3% 65 anys o més.
L'edat mediana era de 36 anys. Per cada 100 dones de 18 o més anys hi havia 109,9 homes.
La renda mediana per habitatge era de 35.313 $ i la renda mediana per família de 40.139 $. Els homes tenien una renda mediana de 34.286 $ mentre que les dones 25.625 $. La renda per capita de la població era de 13.420 $. Entorn del 6% de les famílies i el 9,7% de la població estaven per davall del llindar de pobresa.

## Poblacions més properes
El següent diagrama mostra les poblacions més properes.